# Musée de l'Optométrie (Bures-sur-Yvette)
Le musée de l'Optométrie est un musée situé dans la commune française de Bures-sur-Yvette dans le département de l'Essonne et la région Île-de-France.

## Situation
Le musée est installé au sous-sol de l'Institut et centre d'Optométrie, fondé en 1917 par Pierre Norbert Roosen, dans un bâtiment construit par l'architecte Gérard Lherm sur l'ancienne route de Paris à Chartres, la route départementale 988 dans la commune de Bures-sur-Yvette au sud-ouest de Paris. Il est facilement accessible par la gare de Bures-sur-Yvette desservie par la ligne B du RER d'Île-de-France.

## Collections
Le musée présente des collections de lunettes de vue, des instruments de mesure de la vision, de machine et d'outillage de lunetterie. On y voit notamment les lunettes du docteur Bourdon, développées à la demande de Frédéric Joliot-Curie et Irène Joliot-Curie avec des verres chargés de plomb pour protéger les chercheurs des rayonnements, un autovisiomètre Desage du XIXe siècle, un appareil Lissac d'examen, une reproduction de lunettes clouants fabriquées en Allemagne vers 1350.

## Pour approfondir

## Sources
1. ↑  Fiche du musée de l'Optométrie sur le site topic-topos.com Consulté le 28/04/2009.
2. ↑  Fiche des lunettes du docteur Bourdon sur le site topic-topos.com Consulté le 28/04/2009.
3. ↑  Fiche de l'autovisiomètre Desage sur le site topic-topos.com Consulté le 28/04/2009.
4. ↑  Fiche de l'appareil d'examen Lissac sur le site topic-topos.com Consulté le 28/04/2009.
5. ↑  Page du musée sur le site du handicap yanous.com Consulté le 28/04/2009.